# Bollenberg (Maria-Hoop)

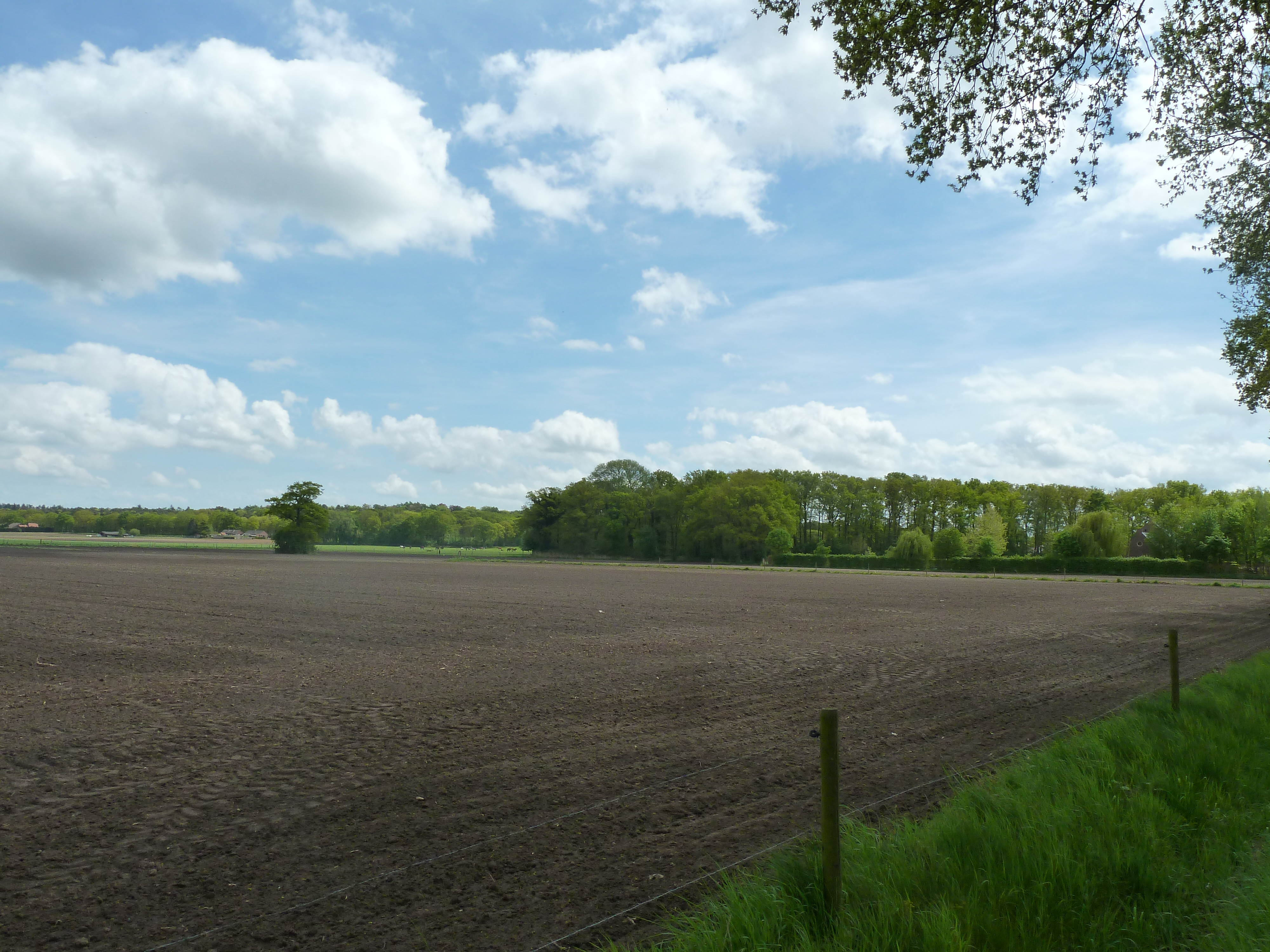
De Motte in het groen in de velden

De Bollenberg is een motteheuvel waarop in de middeleeuwen een mottekasteel heeft gestaan. De heuvel ligt bij de Boekhorstweg ten noorden van Maria-Hoop in de Limburgse gemeente Echt-Susteren in Nederland.

## Geschiedenis
In de 12e eeuw of later werd de motte aangelegd.
De motte lag aan de westelijke rand van het grote moeras het Echterbroek aan de rand van een plateau. Op ruim 2500 meter afstand lag de enige doorgang in het tracé Echt-Waldfeucht: de Pepinusbrug.
Sinds 17 oktober 1972 is het terrein een rijksmonument.

## Omschrijving
Het terrein bevat de kasteelfundamenten van het mottekasteel en bevat verder een heuvel, een gracht en een wal. De heuvel heeft een hoogte van ongeveer vijf meter en een doorsnede van 25 tot 40 meter. Rondom de heuvel ligt een gracht van 10 tot 15 meter in doorsnee en daarbuiten een omwalling van een 10 tot 15 meter breed en 2 tot 3 meter hoog. Vanuit het zuidwesten loopt er vanaf de huidige Boekhorstweg een toegangsweg naar de motte over een lengte van 125 meter en wordt door twee wallen geflankeerd.
De motteheuvel heeft aan de zuidzijde een diepe ingraving en een kleine verstoring aan de noordwestkant.